# Alcione (nome)
Alcione  è un nome proprio di persona italiano femminile.

## Varianti in altre lingue
- Bretone: Alkuon
- Catalano: Alcíone
- Ceco: Alkyoné
- Esperanto: Alkiono
- Francese: Alcyone
- Galiziano: Alcíone
- Georgiano: ალკიონე (Alk'ione)
- Greco antico: Ἀλκυόνη (Alkyone)[2], ‘Αλκυονη (Halkyone)[2]
- Greco moderno: Αλκυόνη (Alkyonī)
- Inglese: Alcyone
- Latino: Alcyone[1][2], Halcyone[2]
- Lituano: Alkionė
- Polacco: Alkione
- Portoghese: Alcíone
- Russo: Алкиона (Alkiona)
- Serbo: Алкиона (Alkiona)
- Slovacco: Alkyoné
- Sloveno: Alkione
- Spagnolo: Alcíone
- Ungherese: Alküoné

## Origine e diffusione

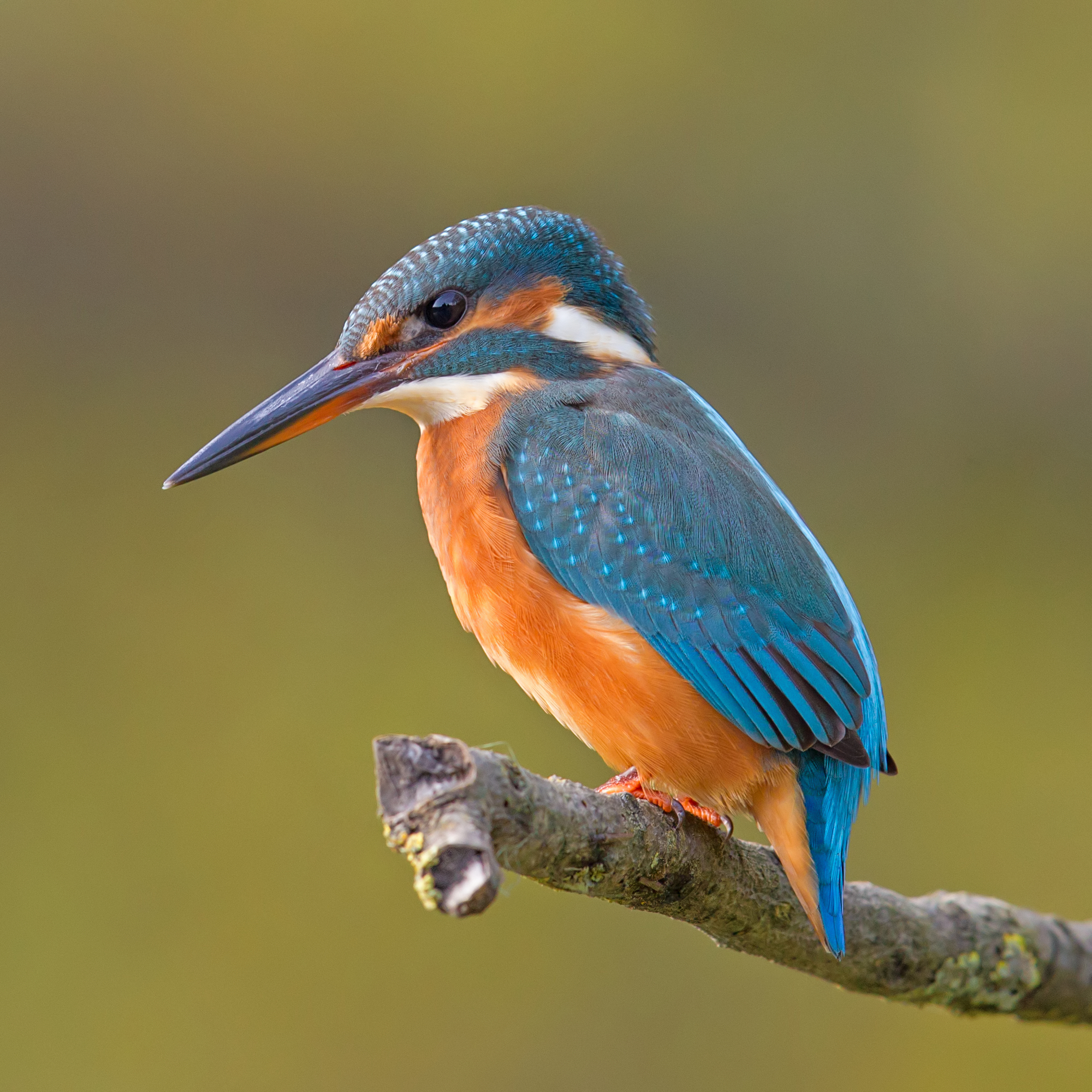
Un martin pescatore

Deriva dal nome greco antico  Αλκυονη (Alkyone o ‘Αλκυονη, Halkyone), basato su ἀλκυών (alkyon, o ‘αλκυων, halkyon), che significa "martin pescatore"; ἀλκυών viene tradizionalmente fatto derivare da ἅλς (hals, "sale") combinato con κύων (kyon, "cane") oppure con κυέω (kyeo, "concepire", perché "concepisce e nidifica nel mare").
Di tradizione classica, nella mitologia greca Alcione era una figlia di Eolo, che venne mutata dagli dei, appunto, in martin pescatore; un'altra Alcione era una delle Pleiadi, figlie di Atlante.

## Onomastico
Il nome è privo di santa patrona, quindi è adespota, e l'onomastico può essere festeggiato il 1º novembre in occasione di Ognissanti.

## Persone
- Alcione Dias Nazareth, cantante e musicista brasiliana